# فرودگاه بونویل (کالیفرنیا)
فرودگاه بونویل (کالیفرنیا) (به انگلیسی: Boonville Airport (California)) یک فرودگاه است که یک باند فرود آسفالت دارد و طول باند آن ۹۸۸ متر است. این فرودگاه در کشور ایالات متحده آمریکا قرار دارد .